# Effetto Stroop
Pronunciare il nome del colore di queste parole ad alta voce più veloce possibile, ignorando il testo della parola (esempio se la parola rosso è scritta in verde, pronunciate ad alta voce la parola VERDE):
Verde Rosso Blu
Giallo Blu Giallo
Blu Giallo Rosso
Verde Giallo Verde
L'effetto Stroop consiste nella differenza dei tempi di reazione o nel numero di errori commessi nella enunciazione tra la prima e la seconda serie di colori

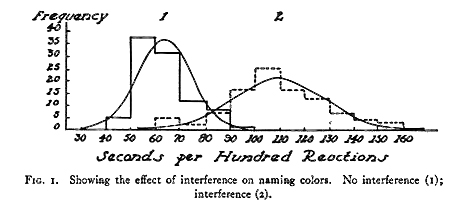
Diagramma descrittivo dell'effetto Stroop.
Gaussiana 1: nessuna interferenza nel pronunciamento dei colori.
Gaussiana 2: interferenza prodotta dal conflitto fra colore e parola.

In psicologia cognitiva, l'effetto Stroop (o effetto Jaensch) è un esempio di variazione nei tempi di reazione durante l'esecuzione di uno specifico compito.

Il compito in cui si verifica l'effetto Stroop è quello in cui si deve pronunciare ad alta voce il nome del colore con cui è stampata una parola (ad esempio, bisogna dire ROSSO, quando la parola è stampata con il colore rosso), quando il significato semantico di tale parola è un colore diverso da quello con cui è stata stampata (ad esempio, la parola verde colorata di rosso).
L'effetto Stroop consiste nel ritardo di elaborazione del colore della parola che si riflette in un rallentamento dei tempi di reazione e nell'aumento degli errori nella condizione incongruente (parola verde scritta in rosso) rispetto a quella congruente (parola rosso scritta in rosso).
L'effetto prende il nome dal suo scopritore, John Ridley Stroop che pubblicò nel 1935 l'articolo Studies of interference in serial verbal reactions all'interno della rivista Journal of Experimental Psychology. L'articolo è uno dei lavori più citati nella storia della psicologia sperimentale.